# Dialekt-Standard-Kontinuum
Von einem Dialekt-Standard-Kontinuum spricht man in der Sprachwissenschaft und vor allem der Soziolinguistik, wenn es einen fließenden Übergang zwischen Sprachvarietäten gibt, der dem Sprechenden typischerweise auch im Alltagsleben zur Verfügung steht und zwei Extreme verbindet. Am einen Ende der Skala steht dabei der so genannte Dialekt, am anderen Ende die so genannte Hochsprache. Diese Begriffe werden außerhalb des deutschen Sprachraums jedoch oft etwas anders gefasst, daher ist die folgende Darstellung auf andere Großsprachen nur angenähert übertragbar.
Voraussetzung ist in allen Fällen eine Koexistenz von Dialekten oder gesprochenen Volkssprachen und einer Standardsprache. Dabei wird im Deutschen als Dialekt die historisch älteste Sprachform bezeichnet, die die stärkste regionale und lokale Diversizität aufweist, während man als Hochsprache die supranationale, möglichst einheitliche, Varietät bezeichnet. Dazwischen haben sich in vielen Bereichen nationale, überregionale oder regionale Misch- und Übergangsformen der Sprache entwickelt, die zwischen den Extremen stehen und vermitteln.

## Beispiele
Ein starkes Dialekt-Standard-Kontinuum besteht zum Beispiel zurzeit in Bayern, sowohl im ostfränkischen als auch bairischen Sprachraum. Es ist dort problemlos möglich, vom „tiefen“ Dialekt in kleinen, fast unmerklichen Schritten, über den fränkischen beziehungsweise bairischen Regiolekt und Hochdeutsch mit fränkischem oder bairischem Akzent zum akzentfreien Standarddeutsch zu gelangen. Eine ähnliche Situation existiert in Österreich. Die vorherrschende Umgangssprache befindet sich oft zwischen dem Hochdeutsch und den echten Regionaldialekten.

## Fehlen
Ein solches Kontinuum liegt nicht vor, wo dieses für den typischen einheimischen Sprecher nicht möglich ist oder einfach nicht gelingt. Die Ursachen können dabei recht vielfältig sein. In Berlin beispielsweise fehlt der Dialekt vollständig, es ist lediglich ein Kontinuum zwischen dem Standarddeutschen und der als Berlinerisch bekannten Regionalsprache vorhanden. In einiger Entfernung davon, im „tieferen“ Brandenburg, sind Dialekte durchaus noch vorhanden. Häufig fehlt ein fließender Übergang. So gibt es im Rheinland und darüber hinaus überall einen kontinuierlichen Übergang zwischen Regiolekt und Hochsprache, aber die davon meist stark abweichenden örtlichen Dialekte werden in den Fällen, wo sie noch gebraucht werden, diglossisch eingesetzt. Beim Wechsel vom Dialekt zum Regiolekt „springen“ die echten Dialektsprecher, es werden viele Charakteristika der gesprochenen Sprache zugleich gewechselt. Vermutlich liegt dies daran, dass die möglichen denkbaren Zwischenschritte als „falsch“ empfunden werden, sie gehören weder dem Dialekt noch der Regionalsprache zu. Bestätigt wird diese Vermutung dadurch, dass Dialektunkundige oder Zweitsprachler, wie nach dem Zweiten Weltkrieg ins Rheinland gekommene ehemalige Ostdeutsche, solche Zwischenstufen etwas häufiger finden und benutzen, sich damit bei ihren lokalen Kommunikationspartnern allerdings nicht durchsetzen.
Kein Dialekt-Standard-Kontinuum besitzt auch das Schweizerdeutsche oder Luxemburgische. Weder zwischen den alemannischen Dialekten und dem regionalen Idiom gibt es einen fließenden Übergang, noch ist der Übergang zwischen dem Schweizerdeutschen oder Luxemburgischen und dem Standarddeutschen besonders fließend möglich. In diesen Fällen spricht man von einer besonderen Form der Zweisprachigkeit, einer sogenannten Diglossie.